# Eiji Gaya
Eiji Gaya (賀谷 英司 Gaya Eiji?), född 8 februari 1969 i Hokkaido prefektur, är en japansk före detta fotbollsspelare.
Gaya började sin karriär 1987 i Sumitomo Metal (Kashima Antlers). Han spelade 104 ligamatcher för klubben. Med Kashima Antlers vann han japanska ligan 1996. 1997 flyttade han till Yokohama Marinos. Efter Yokohama Marinos spelade han för Kyoto Purple Sanga och Vegalta Sendai. Han avslutade karriären 2001.